# 贝内迪克特·科措特
贝内迪克特·科措特（波蘭語：Benedykt Kocot，1954年4月11日—），波兰男子自行车运动员。他曾代表波兰参加1972年、1976年和1980年夏季奥林匹克运动会自行车比赛，其中1972年奥运会获得一枚铜牌。